# دونجی کوکوروزاری
دونجی کوکوروزاری (به لاتین: Donji Kukuruzari) یک منطقهٔ مسکونی در کرواسی است که در شهرستان سیساک-موسلاوینا واقع شده‌است. دونجی کوکوروزاری ۱۱۳٫۷۸ کیلومتر مربع مساحت دارد.